# Hikari Shimizu
Hikari Shimizu, född 22 april 1993 i Uwajima, är en japansk fribrottare. Shimizu har brottats sedan 2017 i flera av de största puroresoförbunden i Japan, bland annat Stardom, Ice Ribbon och Pro Wrestling Wave. I oktober 2022 började hon brottas i Mexiko för Consejo Mundial de Lucha Libre.